# Monographie des Campanulées
Monographie des Campanulées (abreviado Monogr. Campan.) es un libro ilustrado con descripciones botánicas que fue editado por el botánico suizo, Alphonse Pyrame de Candolle. Fue publicado en el año 1830,